# Свети Георги (Доленци)
Вижте пояснителната страница за други значения на Свети Георги.
„Свети Георги“ (на македонска литературна норма: „Свети Ѓорѓи“, „Свети Георгиј“) е възрожденска православна църква в битолското село Доленци, Северна Македония. Църквата е под управлението на Преспанско-Пелагонийската епархия на Македонската православна църква.
Храмът е изграден вдясно от пътя за Гопеш в XIX век. Обновен е в 1926 година, после в 60-те години и после в 1996 година, която е отбелязана над западния вход.